# Лозуватка (Великосеверинівська сільська громада)
Лозува́тка — село в Україні, у Кропивницькому районі Кіровоградської області. Населення становить 237 осіб. Входить до складу Великосеверинівської сільської громади.

## Населення
Згідно з переписом УРСР 1989 року чисельність наявного населення села становила 284 особи, з яких 115 чоловіків та 169 жінок.
За переписом населення України 2001 року в селі мешкало 238 осіб.

### Мова
Розподіл населення за рідною мовою за даними перепису 2001 року:
| Мова       | Відсоток |
| ---------- | -------- |
| українська | 96,20 %  |
| російська  | 2,95 %   |
| білоруська | 0,42 %   |
| молдовська | 0,42 %   |

## Видатні уродженці
- Волошин Іван Макарович (1923-1990) — радянський військовий діяч.